# LXXXX Corpo de Exército (Alemanha)
O LXXXX Corpo de Exército (em alemão:LXXXX. Armeekorps) foi um Corpo de Exército alemão que operou durante a Segunda Guerra Mundial.

## Comandantes
| Comandante                               | Data                                           |
| ---------------------------------------- | ---------------------------------------------- |
| General der Panzertruppe Walther Nehring | 17 de novembro de 1942 - 8 de dezembro de 1942 |
| Reformada                                |                                                |
| General der Flieger Erich Petersen       | 19 de novembro de 1944 - 8 de maio de 1945     |

## Chiefs of Staff
| Oberst Heinz Pomtow | 17 de novembro de 1942 - 8 de dezembro de 1942 |
| Reformada           |                                                |
| Oberst Paul Frank   | 19 de novembro de 1944 - 8 de maio de 1945     |

## Oficiais de operações
| Major Josef Moll    | 17 de novembro de 1942 - 8 de dezembro de 1942  |
| Reformada           |                                                 |
| Major Heinz Bagdahn | 19 de novembro de 1944 - 15 de dezembro de 1944 |
| Major Hans Weschky  | 15 de dezembro de 1944 - 8 de maio de 1945      |

## Área de operações
| Norte da África                      | novembro de 1942 - dezembro de 1942 |
| Reformada                            |                                     |
| Alsacia, Saarland & Frente Ocidental | novembro de 1944 - maio de 1945     |